# マリーア・インマコラータ・ディ・ボルボーネ＝ドゥエ・シチリエ (1874-1947)
マリーア・インマコラータ・ディ・ボルボーネ＝ドゥエ・シチリエ（イタリア語: Maria Immacolata di Borbone-Due Sicilie, 1874年10月30日 - 1947年11月28日）は、両シチリア王国の旧統治者家門ブルボン＝シチリア家の子孫。両シチリア王フェルディナンド2世の孫娘にあたる。
ドイツ語名はマリア・インマクラータ・フォン・ブルボン＝ジツィーリエン（Maria Immaculata von Bourbon-Sizilien）。

## 生涯
最後の両シチリア王フランチェスコ2世の異母弟カゼルタ伯アルフォンソと、その妻でトラーパニ伯の娘であるマリーア・アントニエッタの間の第4子、長女として生まれた。全名はマリーア・インマコラータ・クリスティーナ・ピア・イザベッラ（Maria Immacolata Cristina Pia Isabella）。
1906年10月30日にカンヌにおいて、ザクセン王フリードリヒ・アウグスト3世の弟ヨハン・ゲオルクと結婚した。ヨハン・ゲオルクは最初の妻のヴュルテンベルク公女マリア・イザベラと死別しており、マリーア・インマコラータとの結婚は再婚だった。夫妻の間に子供は無かった。

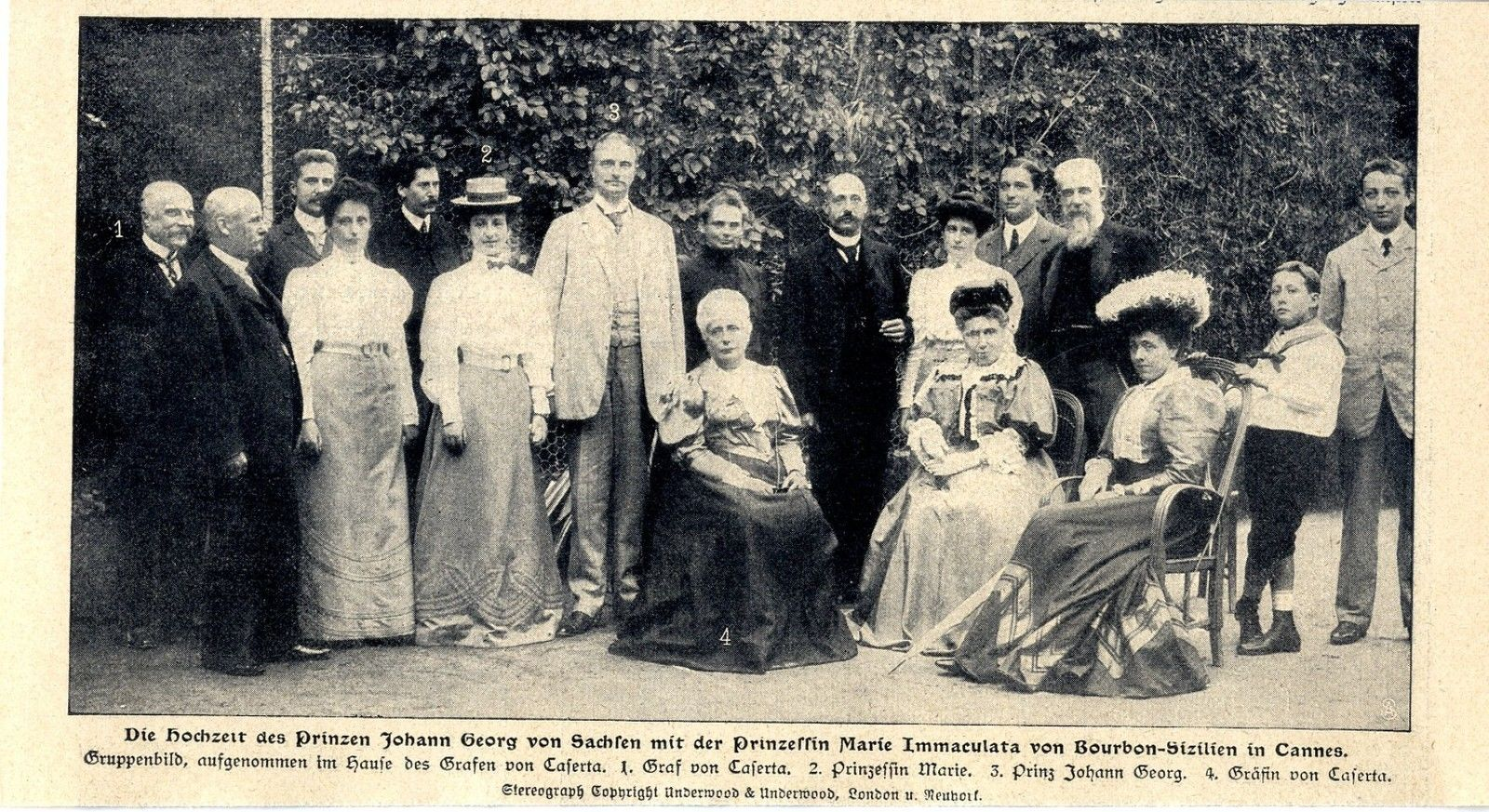
カンヌでのヨハン・ゲオルクとの結婚式（1906年）
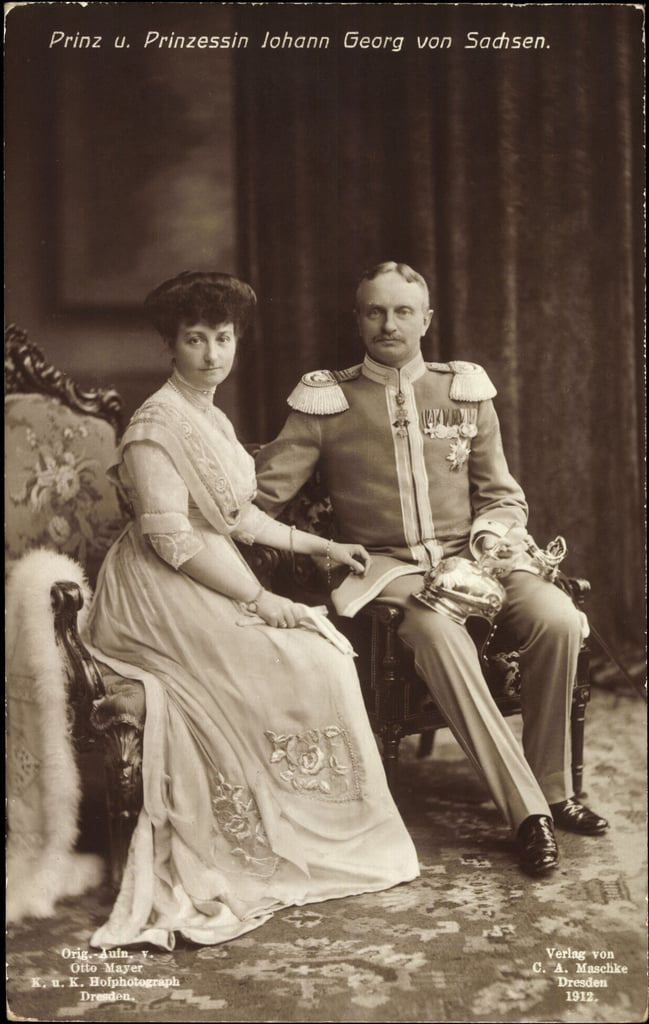
マリーア・インマコラータと夫ヨハン・ゲオルク（1912年）